# Cmentarz żydowski w Grodzisku Dolnym
Cmentarz żydowski w Grodzisku Dolnym – kirkut społeczności żydowskiej niegdyś zamieszkującej Grodzisko Dolne. Nie wiadomo kiedy dokładnie powstał, być może było to w XVIII wieku. Cmentarz został zniszczony podczas II wojny światowej. Na cmentarzu zachowało się kilkanaście nagrobków lub ich fragmentów.